# Desmoxya lunata
Desmoxya lunata är en svampdjursart som först beskrevs av Carter 1885.  Desmoxya lunata ingår i släktet Desmoxya och familjen Heteroxyidae.
Artens utbredningsområde är Sydaustralien. Inga underarter finns listade i Catalogue of Life.